# الکساندر زوگورا
الکساندر زوگورا (اوکراینی: Олександр Олександрович Згура؛ زادهٔ ۲۰ اوت ۱۹۸۵) بازیکن فوتبال اهل اوکراین است.
از باشگاه‌هایی که در آن بازی کرده‌است می‌توان به باشگاه فوتبال اوورلا اوژهورود، باشگاه فوتبال چورنومورتس اودسا، باشگاه فوتبال داچیا کیشیناو، و باشگاه فوتبال قزل‌یار اشاره کرد.